# Ngựa máu lạnh Nam Đức
Ngựa máu lạnh Nam Đức (tiếng Đức: Süddeutsches Kaltblut) là một giống ngựa kéo có nguồn gốc từ miền nam nước Đức. Giống ngựa này phân phối chủ yếu ở Bavaria. Giống ngựa này là giống có số lượng lớn nhất trong số bốn giống ngựa kéo chính của Đức - những giống khác là Ngựa rừng đen, Ngựa máu lạnh Rhenish Đức và Ngựa máu lạnh Schleswig - và là giống duy nhất không được liệt kê là bị đe dọa bởi FAO hoặc bởi Gesellschaft zur Erhaltung und gefährdeter Haustierrassen, hiệp hội quốc gia Đức về bảo tồn các giống vật nuôi trong lịch sử và có nguy cơ tuyệt chủng.

## Lịch sử
Năm 1906, một cuốn sách về giống ngựa được thành lập cho những con ngựa thuộc loại Noriker ở Bayerisches Oberland, vùng cao của miền trung miền nam Bavaria giáp với Áo hiện đại. Từ năm 1920, sự sinh sản của giống ngựa đã nằm dưới sự kiểm soát của nhà nước Bavaria tại Viện nghiên cứu Schwaiganger trước đây tại Ohlstadt; cuốn sách về giống đã đóng lại. Vào thời điểm này, loại ngựa Noriker nhẹ hơn được biết đến ở Bavaria dưới cái tên ngựa Oberländer, và loại nặng hơn được gọi ở Áo là Ngựa Pinzgauer; sự khác biệt này đã bị loại bỏ vào năm 1939 và cái tên Noriker được áp dụng cho tất cả cá thể. Năm 1948, tên hiện tại, Süddeutsches Kaltblut, đã được thông qua.
Số lượng ngựa giống này được nuôi vẫn tương đối ổn định kể từ năm 1997, khi đó là năm 2113 con. Năm 2013, giống ngựa này được báo cáo là 1921 con cái và 129 con ngựa, tổng cộng là 2050 con cái.